# Varaždinske Toplice
Varaždinske Toplice es un municipio de Croacia en el condado de Varaždin.

## Geografía
Se encuentra a una altitud de 203 m s. n. m. a 75,7 km de la capital nacional, Zagreb.

## Demografía
En el censo 2011, el total de población del municipio fue de 6399 habitantes, distribuidos en las siguientes localidades:
- Boričevec Toplički - 40
- Črnile - 167
- Čurilovec - 130
- Donja Poljana - 427
- Drenovec - 361
- Gornja Poljana - 265
- Grešćevina - 136
- Hrastovec Toplički - 176
- Jalševec Svibovečki - 311
- Jarki Horvatićevi - 48
- Leskovec Toplički - 490
- Lovrentovec - 118
- Lukačevec Toplički - 55
- Martinkovec - 68
- Petkovec Toplički - 265
- Pišćanovec - 74
- Retkovec Svibovečki - 25
- Rukljevina - 17
- Svibovec - 305
- Škarnik - 85
- Tuhovec - 713
- Varaždinske Toplice - 1 763
- Vrtlinovec - 353

| Gráfica de población de Varaždinske Toplice 1857-2011               |
|                                                                     |
| Según los censos de población de la oficina estadística de Croacia. |